# Philippe André de Vilmorin

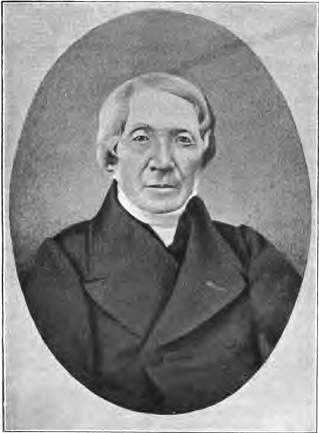
Philippe André de Vilmorin

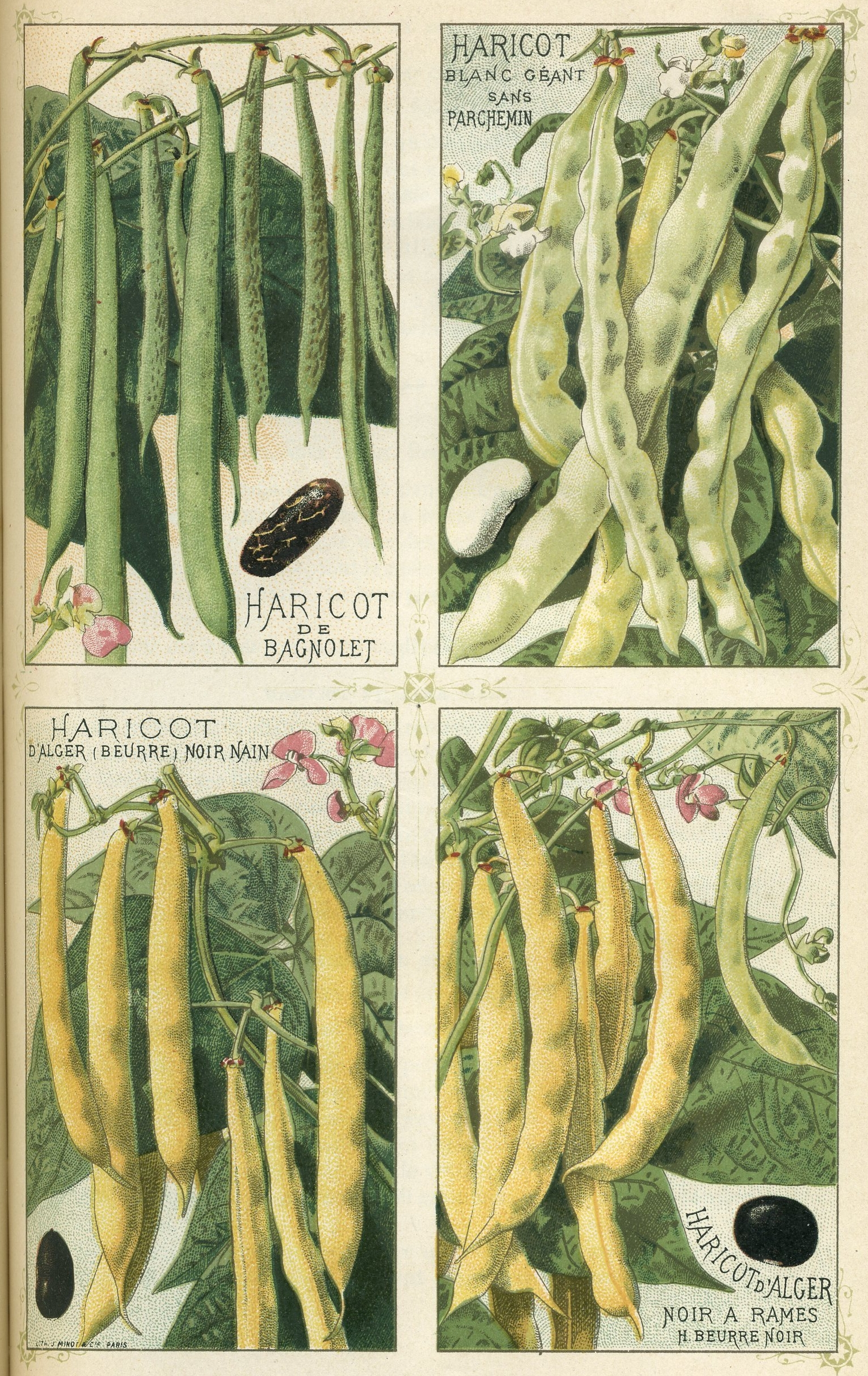
Illustration aus dem Katalog Les plantes potagères, von Vilmorin-Andrieux et Cie, 1891

Pierre-Philippe-André Levêque de Vilmorin (* 30. November 1776; † 21. März 1862 bei Verrières-le-Buisson), auch bekannt als Philippe André de Vilmorin, war ein französischer Pflanzenzüchter und Dendrologe. Sein offizielles botanisches Autorenkürzel lautet „A.Vilm.“.

## Leben
Vilmorin war der älteste Sohn von Philippe Victoire Lévêque de Vilmorin (1746–1804), Sohn eines Landwirts aus Landrecourt-Lempire und seit 1779 alleiniger Inhaber der Getreide- und Saatguthandlung Vilmorin-Andrieux in Paris. Philippe André studierte an der Hochschule Pontlevoy und später in Paris und übernahm nach dem Tod seines Vaters 1804 die Leitung des Unternehmens. Seine Reisen nach England im Jahre 1810, 1814 und 1816 ermöglichte es ihm, die britischen Entwicklungen im Bereich des Anbaus und der Züchtung von Kulturpflanzen für Gartenbau und Landwirtschaft zu studieren. Die Horticultural Society of London verlieh ihm im Jahre 1814 eine Medaille für seine zahlreichen Artikel zu diesen Themen.
Ab 1815 firmierte das Unternehmen nach dem Einstieg weiterer Teilhaber als Vilmorin-Andrieux & Cie, das sich später zu einem der größten Anbieter von Saatgut in der Welt entwickelte. In Verrières-le-Buisson kaufte er ein ehemaliges Jagdrevier Ludwig XIV., in dem er das Arboretum Vilmorin entwickelte. Im Jahre 1821 erwarb er die Domaine des Barres mit 283 Hektar, wo er eine weitere forstwissenschaftliche Versuchsfläche anlegte, die es ermöglichte, Kiefern und Eichen zu studieren. Als Teil des Nachlasses wurde dieser im Jahre 1873 zum Arboretum national des Barres. Vilmorin starb hier am 21. März 1862.
Seit 1844 war er korrespondierendes Mitglied der Académie des sciences.
Er war der Vater von Louis de Vilmorin, der die Leitung der Firma bereits 1842 übernommen hatte. Sein Enkel Henry de Vilmorin (1843–1899) erbte die Firma 1868 von seiner Mutter, die diese seit dem Tod von Louis de Vilmorin 1860 geleitet hatte. Henrys Sohn, der Botaniker Philippe Lévêque Vilmorin (1872–1917) legte 1903 das Arboretum de Pézanin in der Nähe des Château d’Audour in Dompierre-les-Ormes an und gestaltete den Park des Schlosses, das seine Schwester Elisabeth (1870–1940) nach der Heirat  mit Marc comte d’Estienne d’Orves bewohnte.

## Werke
- Les fleurs de pleine terre : comprenant la description et la culture des fleurs. Vilmorin-Andrieux et Cie, Paris 1863 (Digitalisat).
  - Deutsche Ausgabe: Vilmorin’s illustrirte Blumengärtnerei. Verlag von Wiegand, Hempel & Parey, Berlin, 1873 (Digitalisat).

## Bibliographie
- Clemens Alexander Wimmer: Zur Geschichte von Vilmorins „Blumengärtnerei“. In: Zandera. Bd. 29, Nr. 1, 2014, S. 24–35.
- Gustave Heuzé: Les Vilmorin (1746–1899): Philippe Victoire Levêque de Vilmorin (1746–1804); Pierre Philippe André Levêque de Vilmorin (1776–1862); Pierre Louis François Levêque de Vilmorin (1816–1860); Charles Philippe Henry Levêque de Vilmorin (1843–1899). Librairie agricole de la Maison rustique, Paris 1899.
- Noel Kingsbury: Breeding a dynasty — The Vilmorin family. In: Hybrid: The History and Science of Plant Breeding. University of Chicago Press, 2009, ISBN 978-0-226-43705-7, S. 107–109.